# Cristina di Bolsena
Santa Cristina di Bolsena o Cristina da Tiro, per la Chiesa Ortodossa Cristina Megalomartire, (III secolo – IV secolo) secondo la tradizione agiografica cristiana antica, fu una giovane fanciulla, martirizzata durante la persecuzione dei cristiani sotto Diocleziano, agli inizi del IV secolo. È venerata come santa dalla Chiesa cattolica romana, dalla Chiesa ortodossa, dalla Chiesa Vetero Cattolica e dalla Chiesa anglicana.

## Agiografia
La Passione di Santa Cristina è pervenuta in moltissime redazioni di epoche diverse, le quali discordano sulle origini della santa: le fonti orientali intendono Tiro in Fenicia, quelle latine intendono Tiro come il territorio laziale che si affaccia sul Mar Tirreno. 
Il testo più antico ad oggi conosciuto, risale alla prima metà del V secolo ed è contenuto in un papiro proveniente da Ossirinco, in Egitto, e pubblicato solo nel 1911. Seppur mutilo, un frammento di esso è stato perfettamente tradotto e ricostruito nel codice Farfense 29, risalente al IX secolo. Anche i maggiori agiografi medievali scrissero di Cristina: la più nota, la Legenda Aurea di Jacopo da Varazze, narra di una fanciulla di nome Cristina, figlia di Urbanus, comandante delle milizie bolsenesi dell'imperatore, destinata dai genitori ad una vita da sacerdotessa degli dei. All'età di undici anni, fu rinchiusa dal padre in una torre insieme a dodici ancelle pagane, affinché la convincessero ad adorare delle statue di idoli romani d'oro e argento; ma la giovane, istruita da un angelo e professatasi cristiana, non solo non sacrificò agli dei, ma ruppe le statue e ne donò l'oro e l'argento in elemosina ai poveri. 

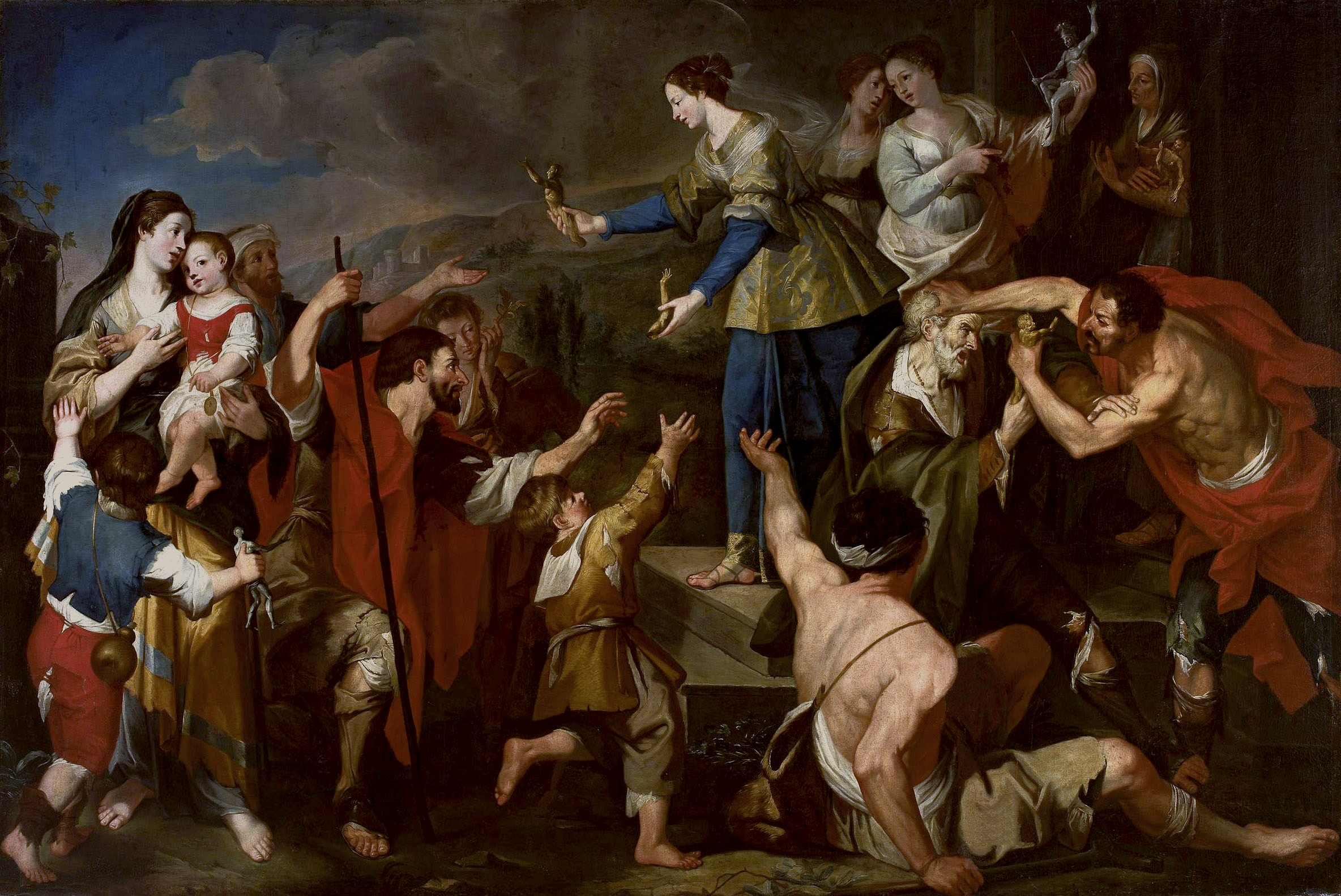
Santa Cristina dona gli idoli d'oro del padre ai poveri, anonimo fiammingo, prima metà del XVII sec., Museo nazionale di Varsavia

Supplicata inutilmente di tornare ai culti romani, fu allora fatta arrestare dal padre, il quale la fece condannare ad una flagellazione ed al supplizio su una ruota ardente che, divampando, uccise millecinquecento pagani. In cella, Cristina venne miracolosamente sanata da degli angeli. Il padre, deciso ormai ad eliminare la figlia, fece legare una macina al suo collo per farla annegare nelle acque del lago di Bolsena, ma Cristina galleggiò sorretta dagli angeli e ricondotta a riva, dove Cristo la battezzò.

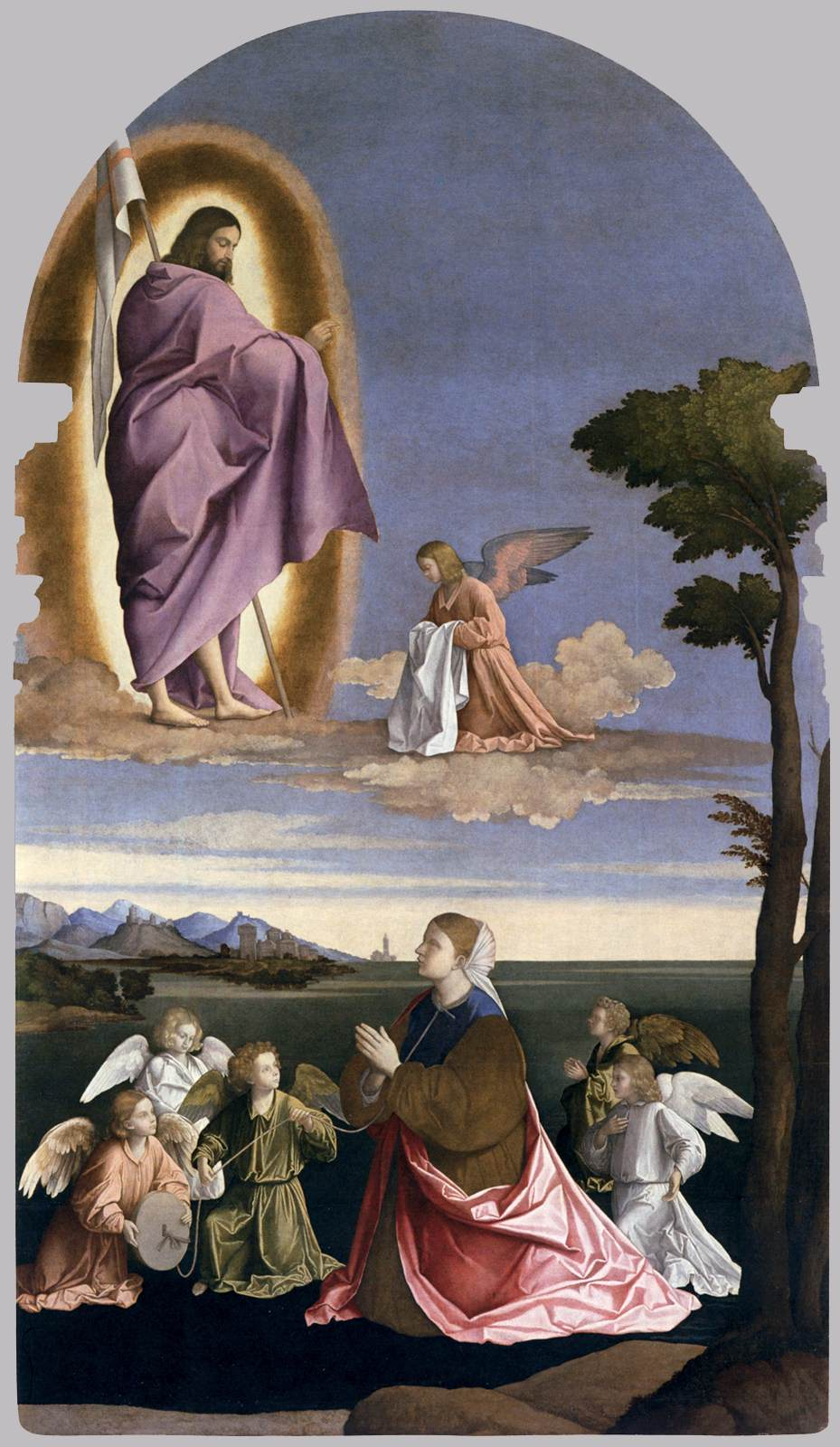
Visione di santa Cristina, Vincenzo Catena, Chiesa Santa Maria Mater Domini, Venezia

Udito ciò, il padre fu colto da malore per la forte collera e venne ritrovato morto dai suoi servi. Il successore Dione, ancor più accanito, fece immergere Cristina in un calderone di olio bollente ma la giovane rimase illesa. Fece dunque radere il capo della santa e ordinò che fosse condotta nuda fino al tempio di Apollo. Non appena vi fu arrivata, l’idolo cadde a pezzi, provocando al giudice un malore mortale. Il successore Giuliano ordinò di gettare la giovane cristiana in una fornace, ma ella vi rimase illesa per cinque giorni, allietata da degli angeli. Fu dunque sottoposta ad altre torture come la molestia di serpenti velenosi, che vennero da lei ammansiti, l'amputazione dei seni da cui sgorgò latte e della lingua che Cristina gettò al carnefice, rendendolo cieco. Infine fu trafitta dai colpi di due frecce a causa delle quali morì.

## Culto
Cristina, il cui nome significa "consacrata a Cristo", venne sepolta fuori le mura di Bolsena, e il suo sepolcro divenne luogo di pellegrinaggio. Le scoperte archeologiche condotte nella grotta situata sotto la Basilica di Santa Cristina a Bolsena tra il 1880 e il 1881, accertarono che la venerazione di Cristina, vergine e martire, risalisse già dal IV secolo, presso quello che fu indicato come il sepolcro della santa, intorno al quale era effettivamente sorta una vasta catacomba paleocristiana sotterranea.

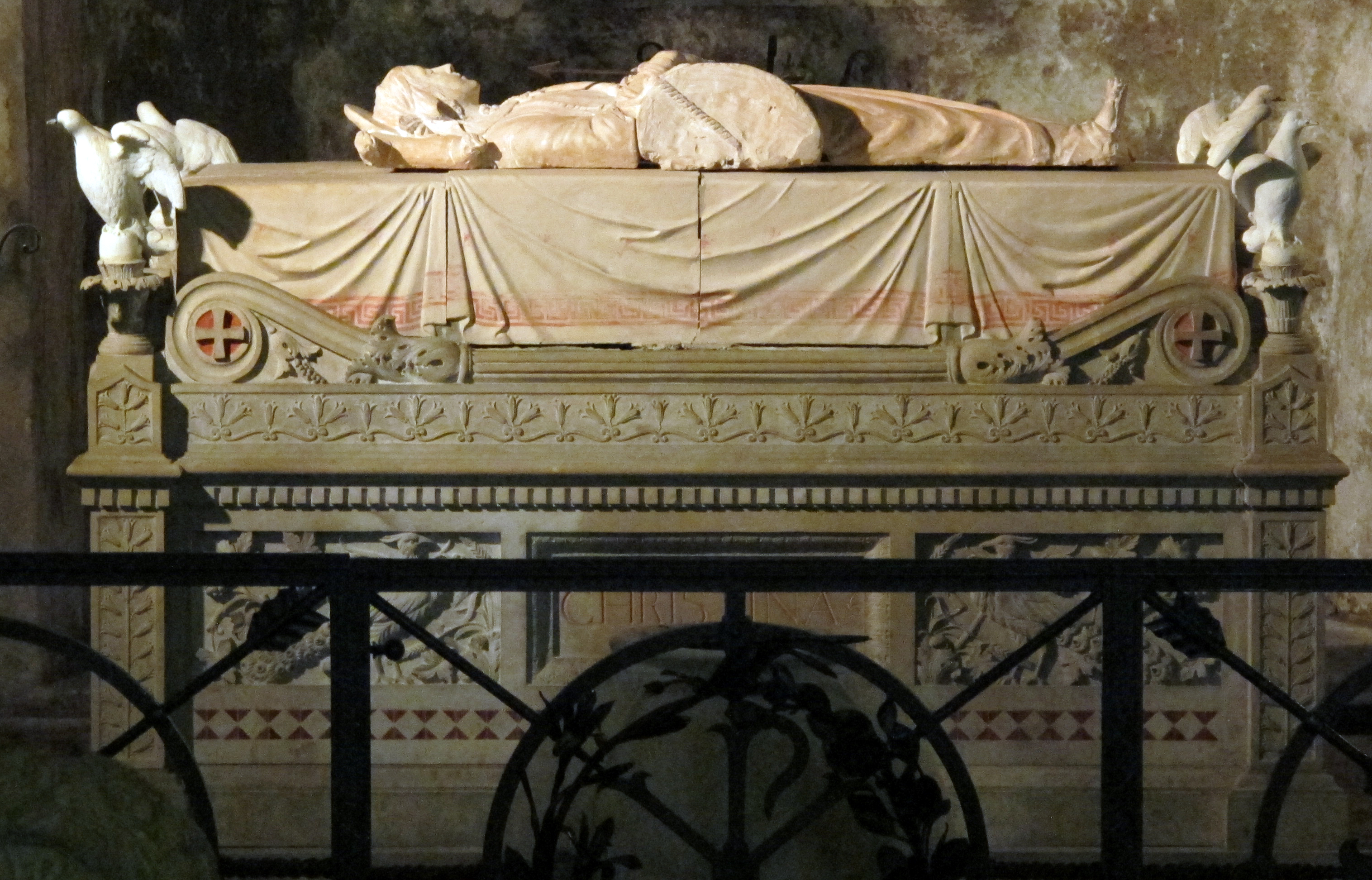
Il sepolcro di santa Cristina, Benedetto Buglioni, Basilica di Santa Cristina, Bolsena

La Chiesa ortodossa e la Chiesa cattolica la ricordano il 24 luglio, come il Martirologio Romano contempla: "A Bolsena nel Lazio, santa Cristina, vergine e martire". Nel secolo VI l'immagine di Santa Cristina appare nei mosaici ravennati della Basilica di Sant'Apollinare Nuovo nella teoria delle sante vergini più venerate nell'occidente cristiano. Contemporaneamente, un luogo di culto a lei dedicato sorgeva a Roma nei pressi di San Paolo fuori le mura, un altro nell'agro di Capena e nella località di Santa Cristina d'Aro in Catalogna.
Nel X secolo il culto alla Santa di Bolsena è testimoniato in tutto il mondo cristiano. Furono certamente i pellegrini che contribuirono al fiorire di numerosissimi luoghi di culto sulla via Francigena, sulle sue molteplici diramazioni e lungo la via per Santiago de Compostela: nella sola Galizia sono ancora oggi 32 le parrocchie dedicate alla santa e altrettante nella sola Toscana. Il culto si diffuse seguendo la direttrice sud nord, intensificandosi  verso ovest e rarefacendosi verso l'est europeo, infatti le maggiori e più numerose testimonianze le troviamo in Toscana, Emilia Romagna, Lombardia, Piemonte, Sicilia, Francia, Spagna e Portogallo. 
Nella città di Bolsena, celebre è la rappresentazione vivente dei Misteri della vita della martire che risale almeno al XVIII secolo.

### Reliquie
Reliquie del corpo di Cristina furono ritrovate nel 1880 in un sarcofago dentro le catacombe poste sotto la Basilica di Santa Cristina a Bolsena.
Una reliquia del braccio era stata trafugata nel 1098 da due pellegrini francesi diretti in Terrasanta sulla via Francigena, ma essi, giunti presso Sepino, nell'odierno Molise, non riuscirono a lasciare la città con il loro prezioso carico, per cui la donarono agli abitanti. A Sepino, santa Cristina viene festeggiata dagli abitanti quattro giorni durante l’anno.
Gran parte delle reliquie del corpo fu traslata tra il 1154 e 1166 e riposa ancora oggi nella Cattedrale di Palermo, città che aveva eletto a propria patrona principale Cristina insieme alle martiri sant'Agata, santa Ninfa e sant'Oliva, erigendole l'antica chiesa arabo-normanna di Santa Cristina la Vetere. Il titolo fu poi ribassato in compatrona nel 1625 con il ritrovamento delle reliquie di santa Rosalia e la conseguente cessazione della peste. Una reliquia della santa fu donata dall'arcidiocesi di Palermo alla chiesa madre del comune arbëreshë di Santa Cristina Gela nel 1991.
Un'altra tradizione, invece, vuole che il corpo della Santa riposi a Toffia, in Sabina (RI), in un'urna trasparente.

## Patronati
Santa Cristina vergine e martire è patrona dei comuni di
- Bolsena (VT)
- Campomarino (CB), paese arbëreshë
- Cantoira (TO), insieme ai patroni San Pietro e San Paolo
- Cirimido (CO), nella cui chiesa parrocchiale si conserva però un'urna con le ossa di un'altra Cristina, ritenuta una martire romana
- Formicola (CE)
- Gallipoli (LE) insieme ai patroni principali Sant'Agata e San Sebastiano
- Granze (PD)
- Santa Cristina e Bissone (PV)
- Santa Cristina Gela (PA), paese arbëreshë
- Santa Cristina Valgardena (BZ)
- Sepino (CB)

È altresì patrona delle frazioni di
- Montefiridolfi, comune di San Casciano in Val di Pesa (FI)
- Papiano, comune di Pratovecchio Stia (AR)
- Porchiano del Monte, comune di Amelia (TR)
- Santa Cristina, comune di Quinto di Treviso (TV)
- Serrada, comune di Folgaria (TN)

È anche patrona del lago di Bolsena.

## Galleria d'immagini

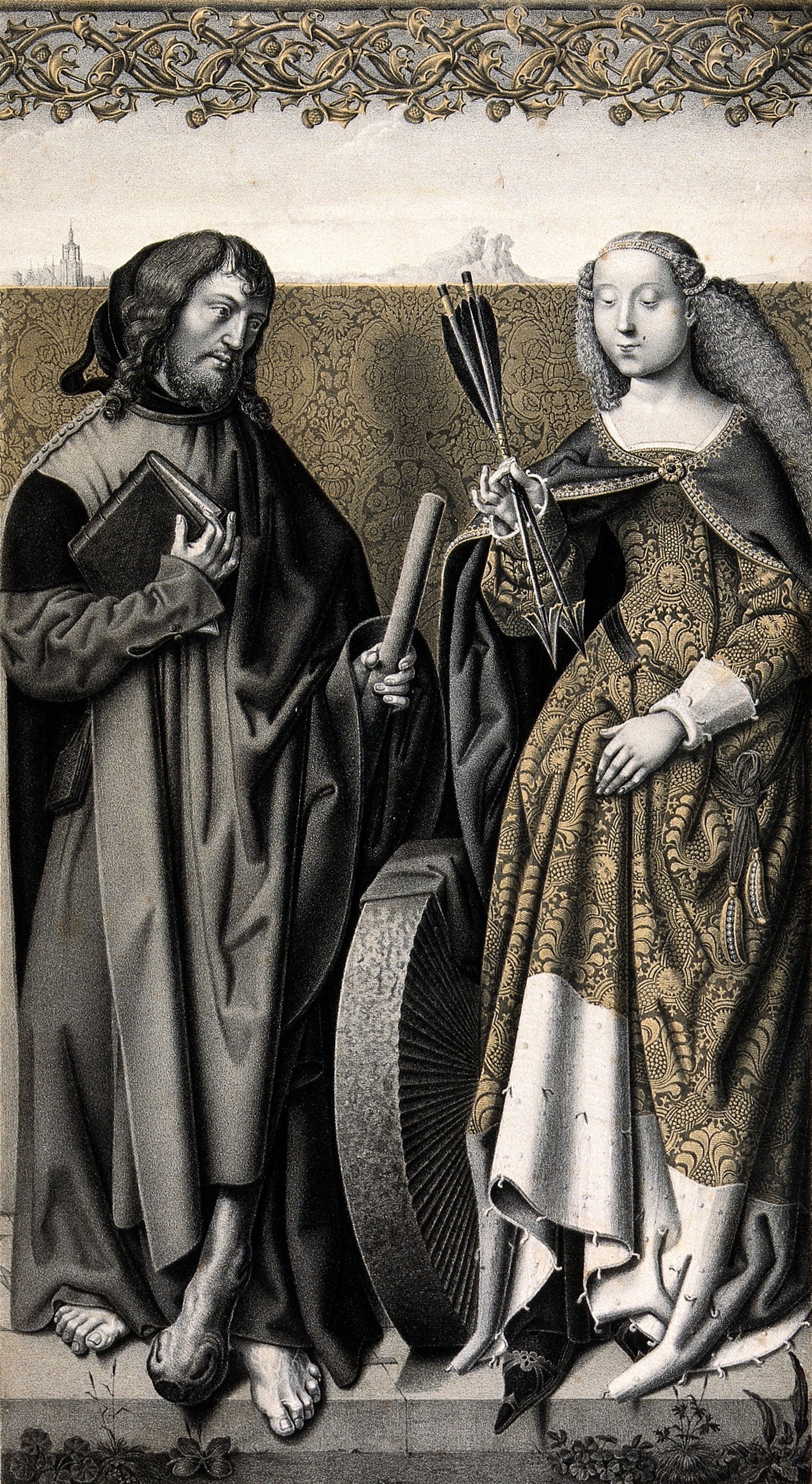
San Giacomo il Minore e santa Cristina, litografia di N.J. Strixner, 1829
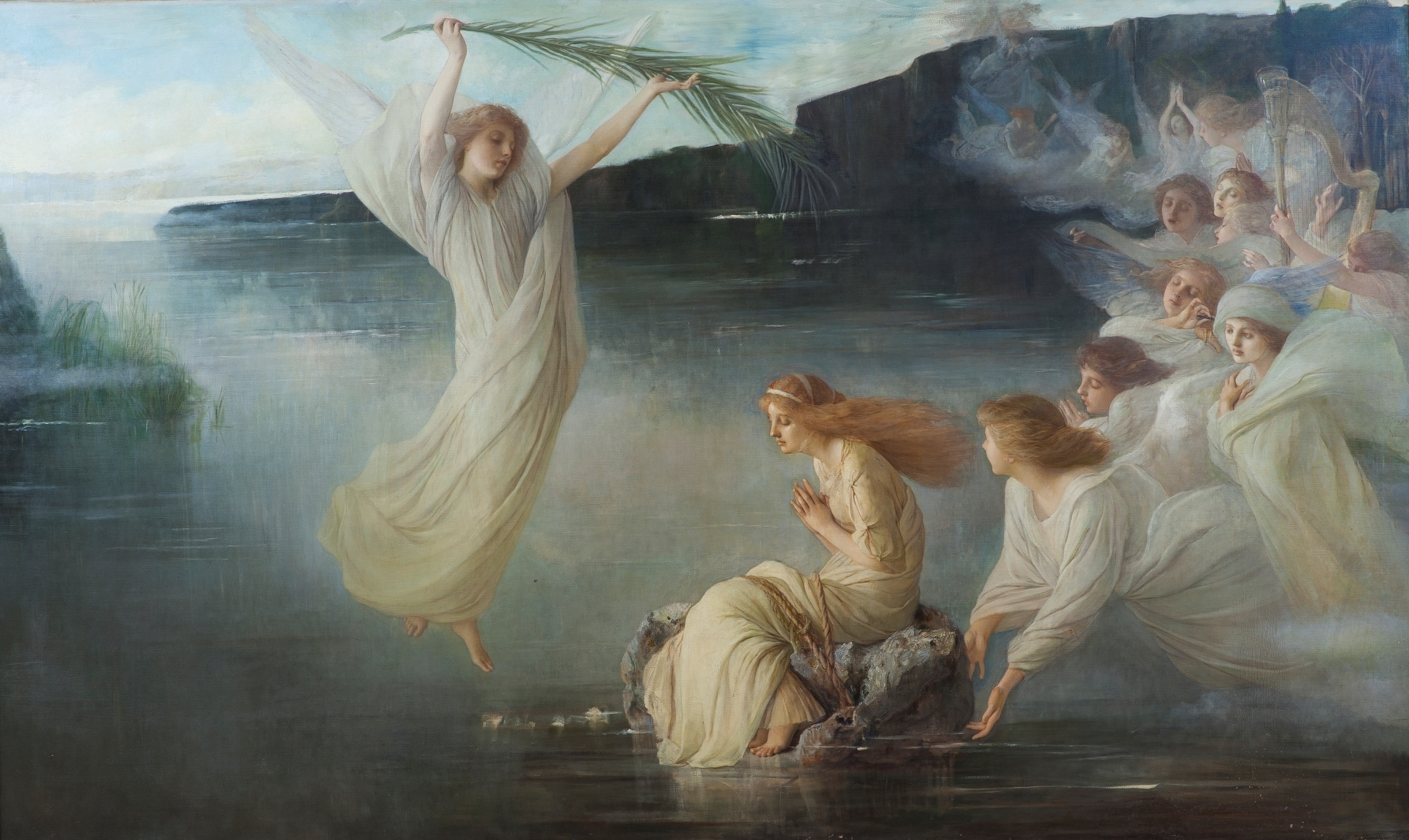
Vicente Palmaroli: Martirio di santa Cristina di Bolsena, Museo del Prado
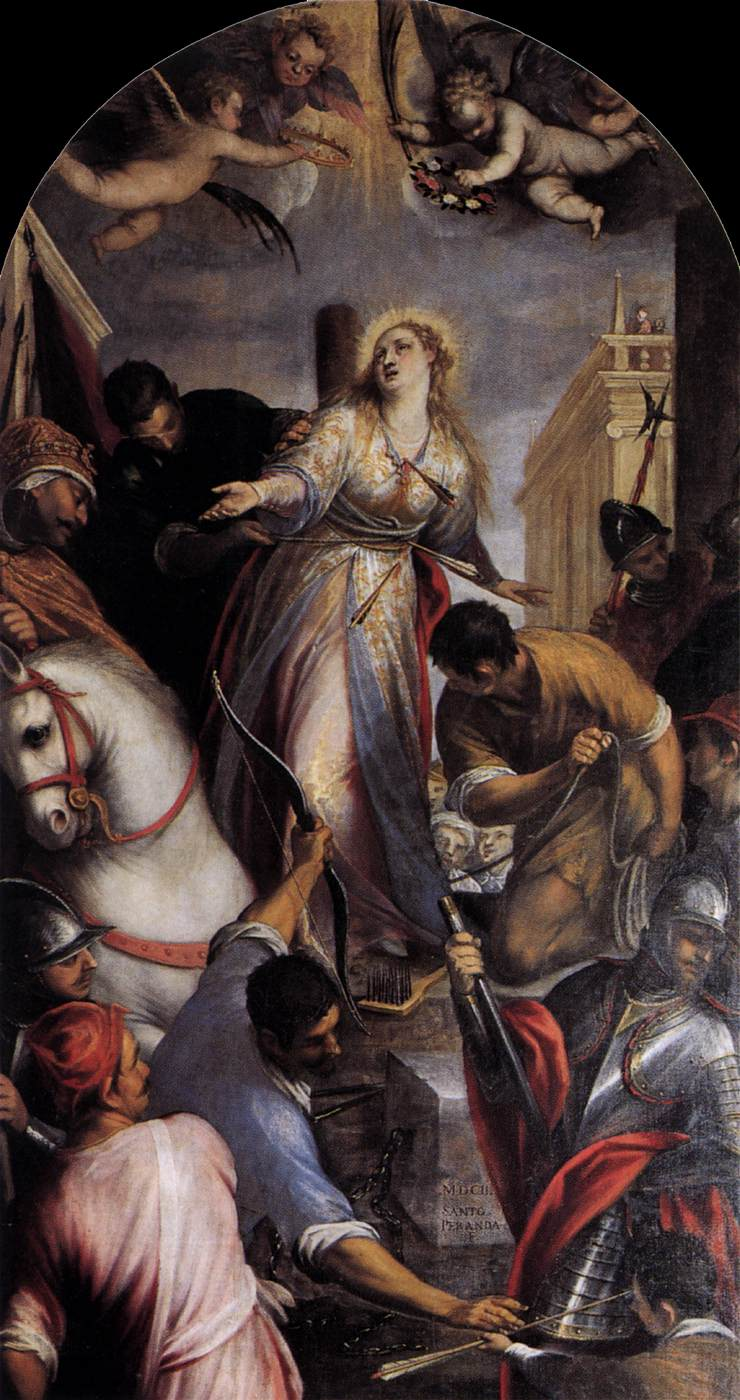
Martirio di santa Cristina, Sante Peranda, 1602
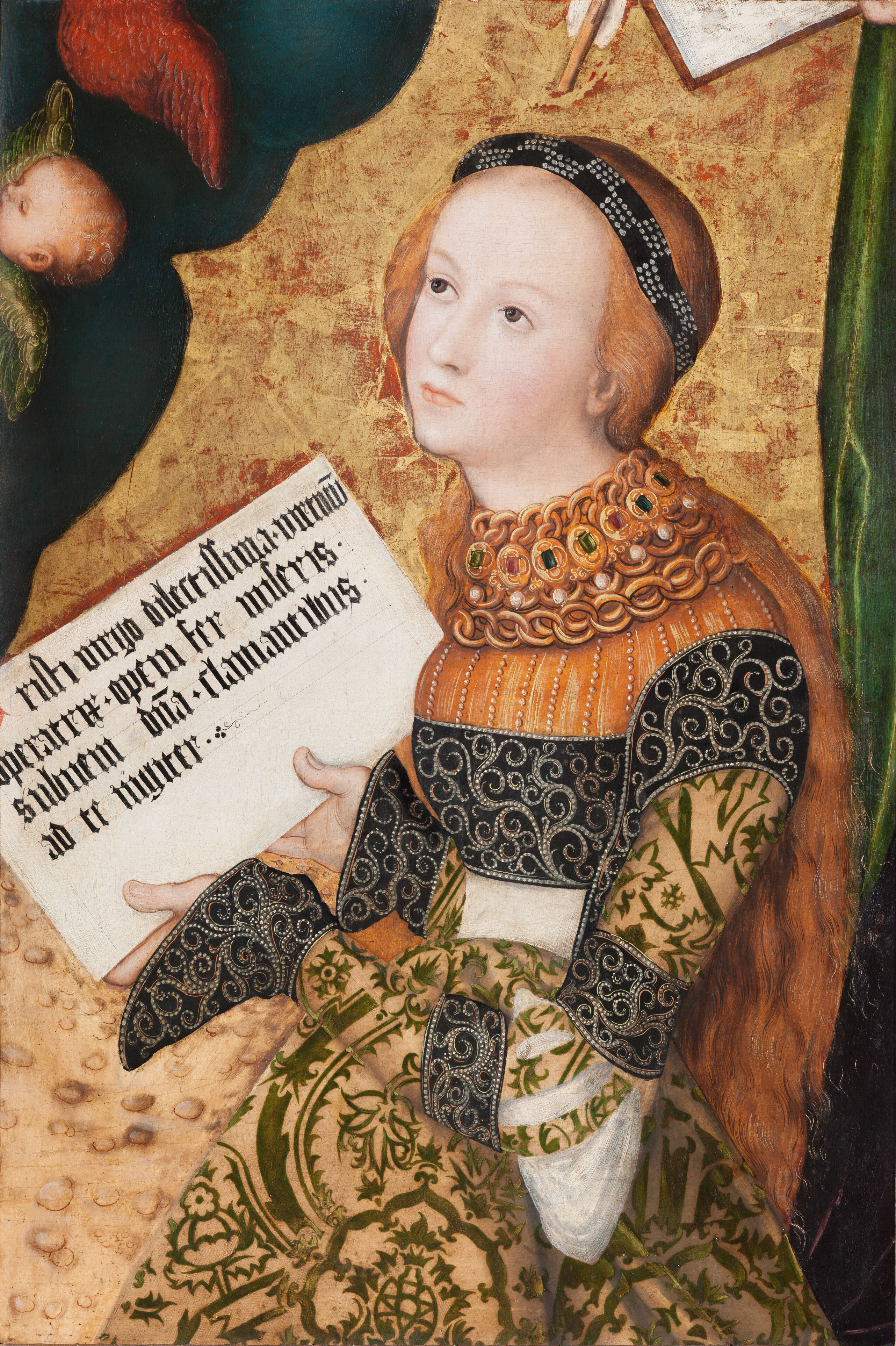
Santa Cristina di Lucas Cranach il Vecchio, 1520 circa
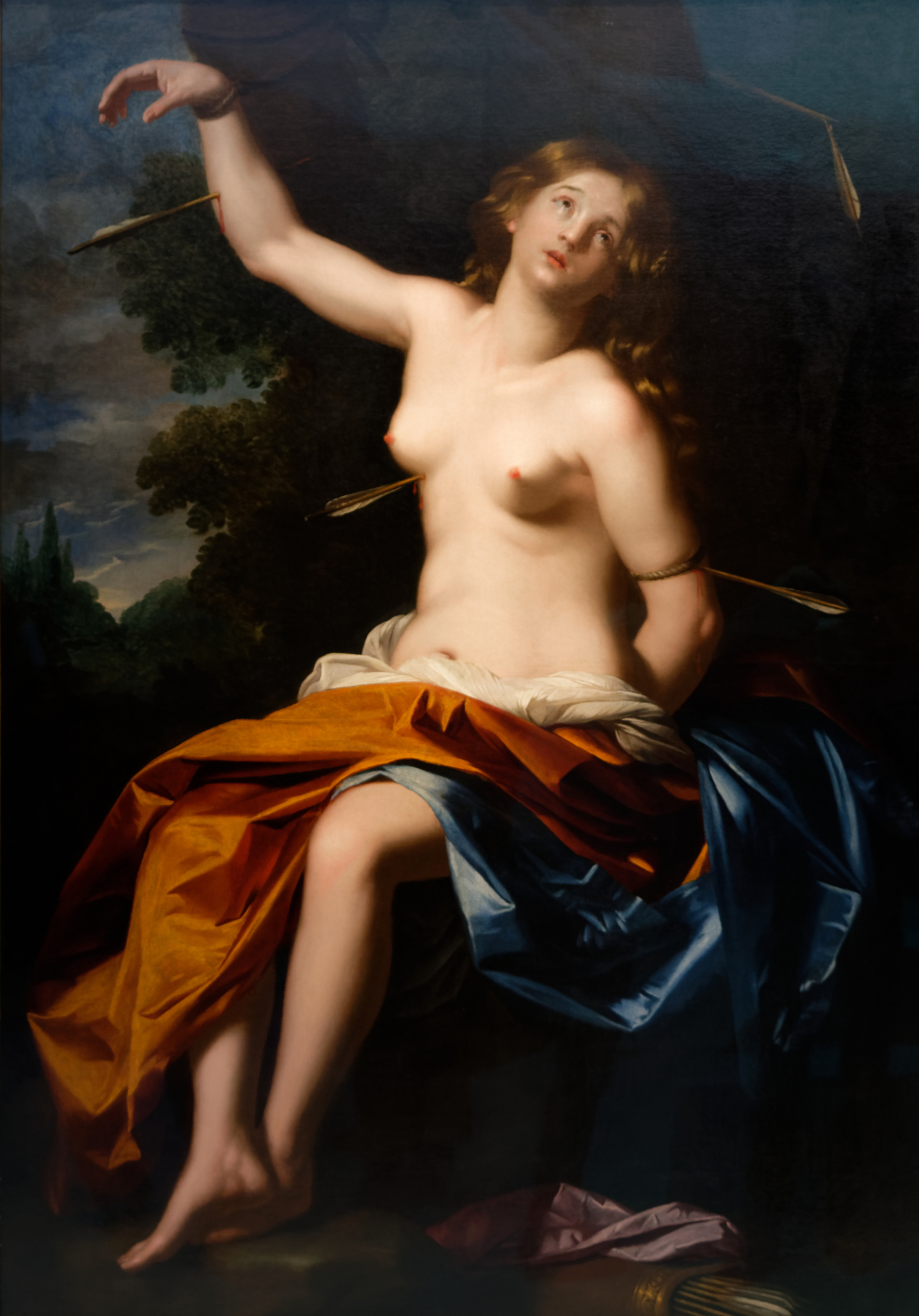
Santa Cristina, opera di Nicolas Régnier
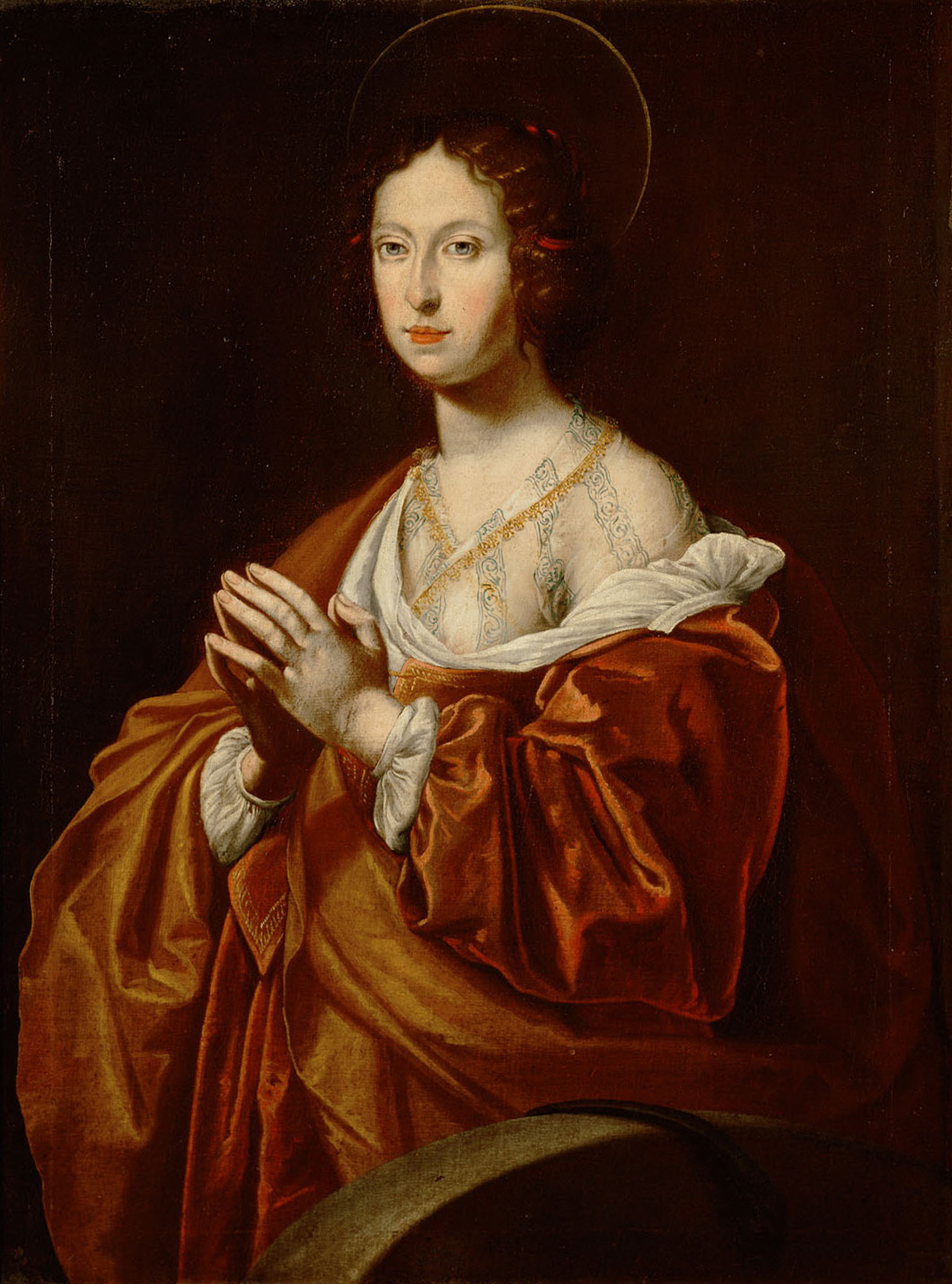
Santa Cristina, opera di Lorenzo Lippi 1646-48
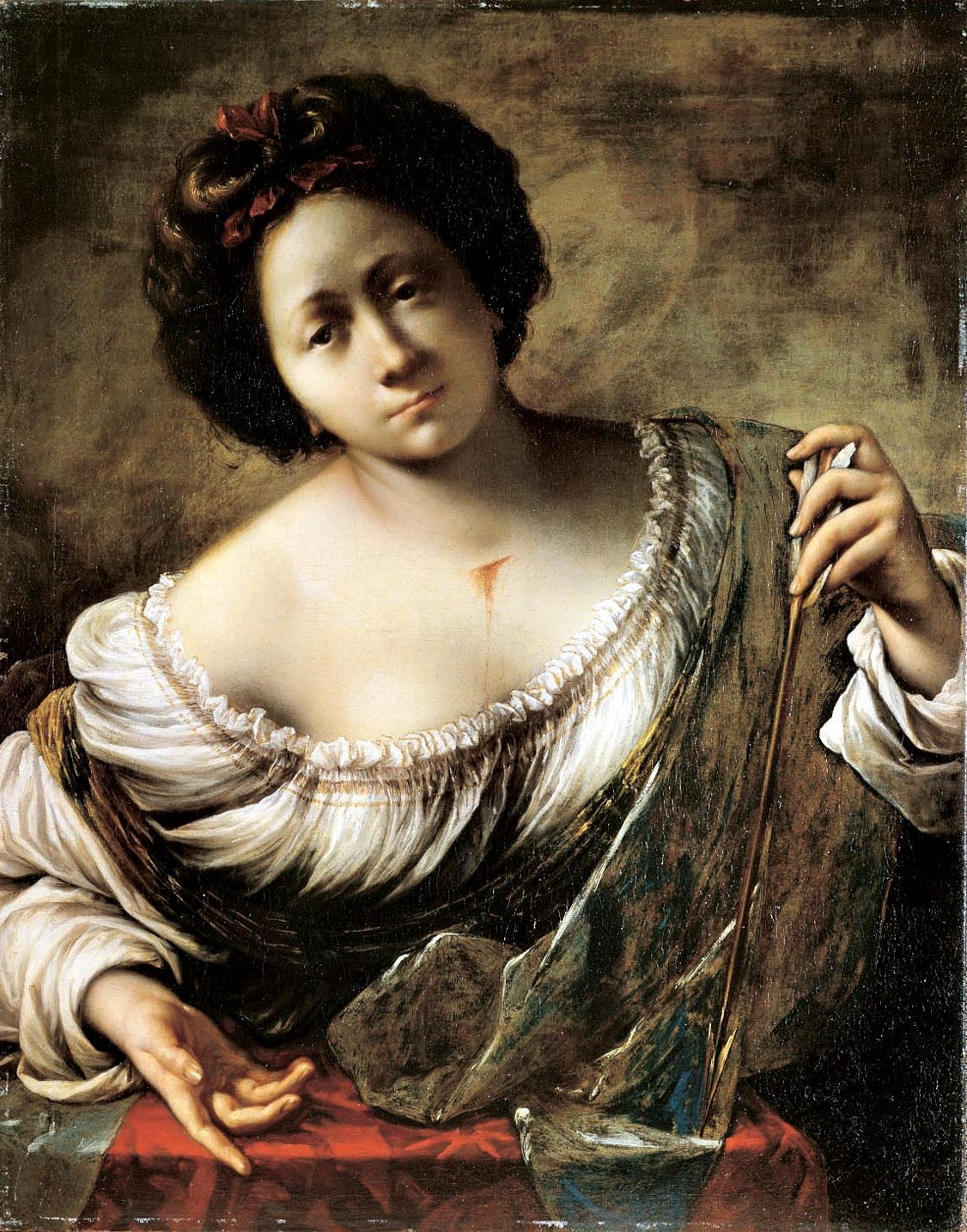
Santa Cristina, opera di Francesco Cairo, 1638
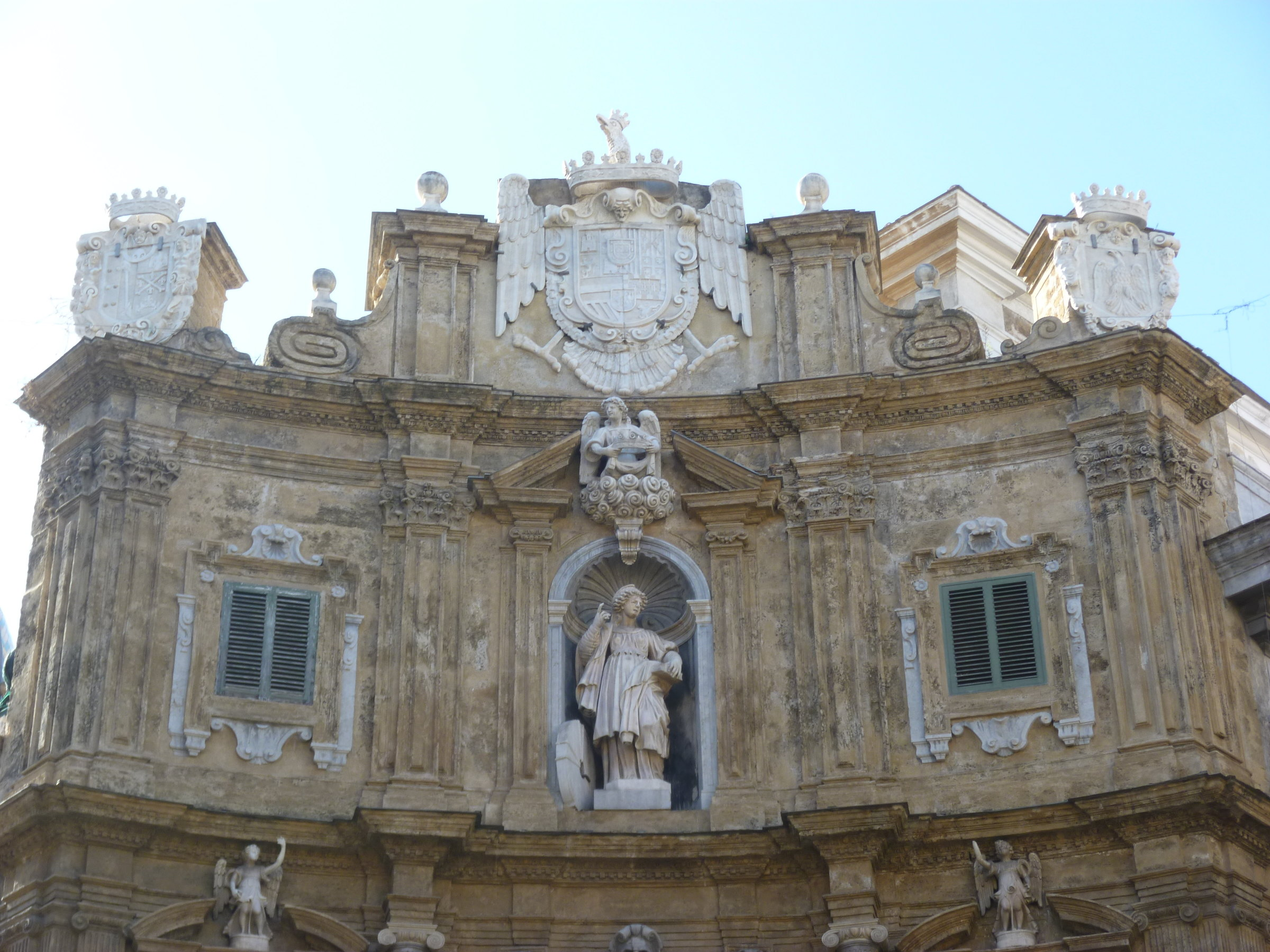
Statua di santa Cristina sulla sommità di uno dei Quattro Canti (Palermo)
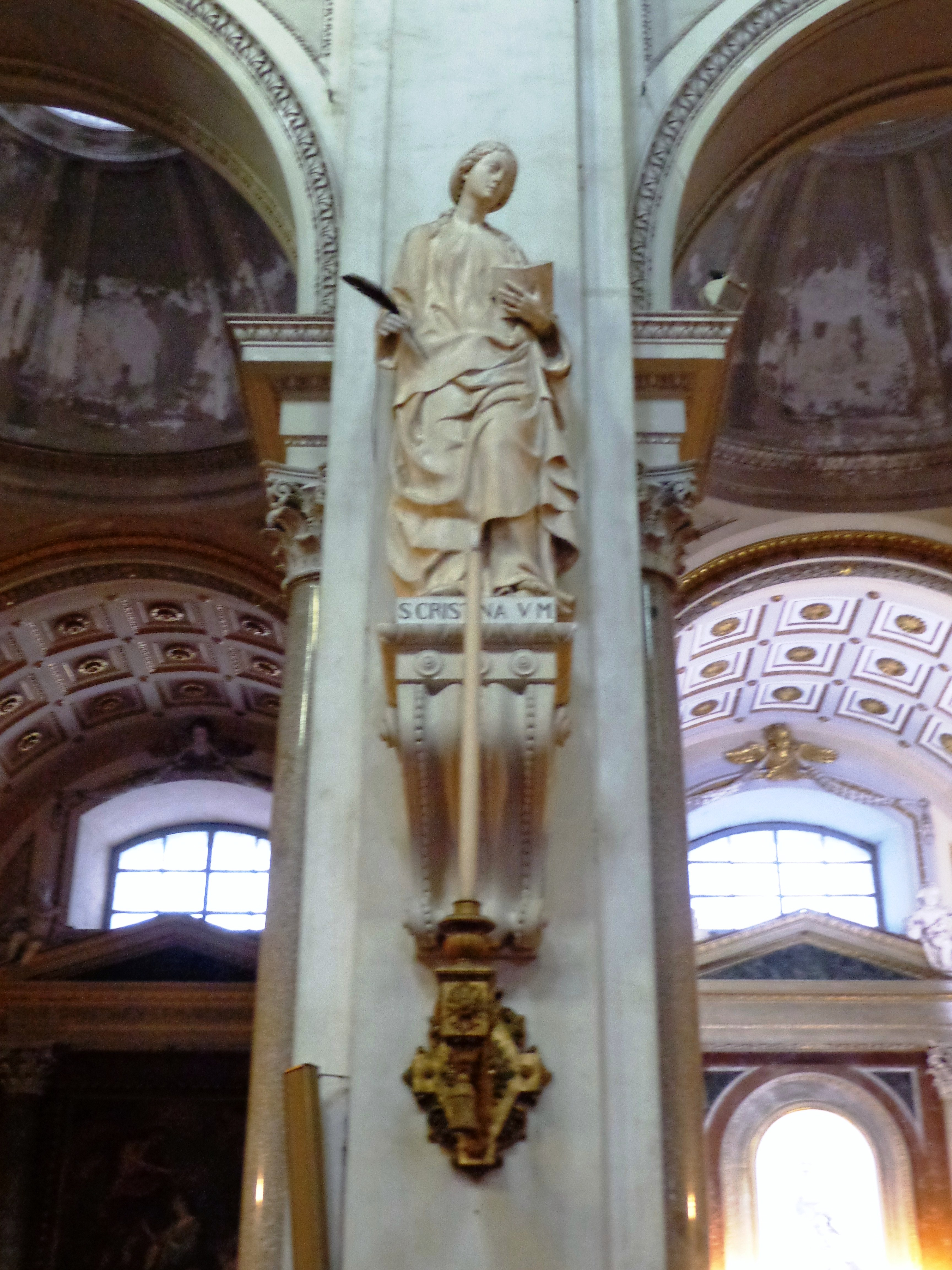
Statua di santa Cristina, opera di Antonello Gagini, Cattedrale di Palermo
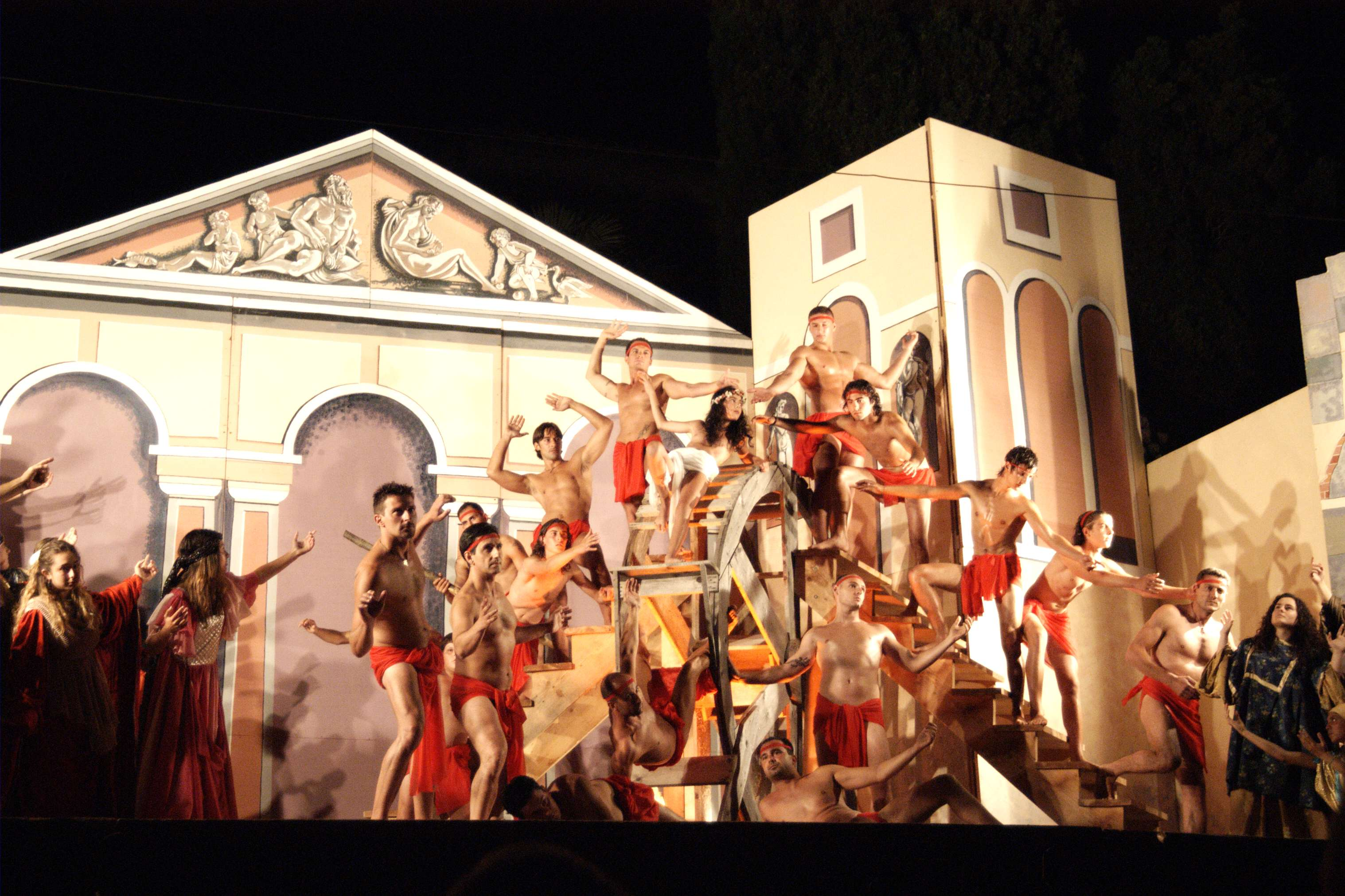
Un quadro dei misteri viventi di santa Cristina a Bolsena